# Lac Drummond
Le lac Drummond est un lac naturel situé dans la région du Grand marais lugubre dans la plaine côtière des États de Caroline du Nord et de Virginie.
D'une superficie de 13 km2, il n'est profond que de 2 mètres. Il est géré par l'United States Fish and Wildlife Service.
Le lac a été nommé en hommage à William Drummond, gouverneur de Caroline du Nord.

## Source de la traduction
- (en) Cet article est partiellement ou en totalité issu de l’article de Wikipédia en anglais intitulé « Lake Drummond » (voir la liste des auteurs).